# Nijmeegse Stichting voor Kamermuziek

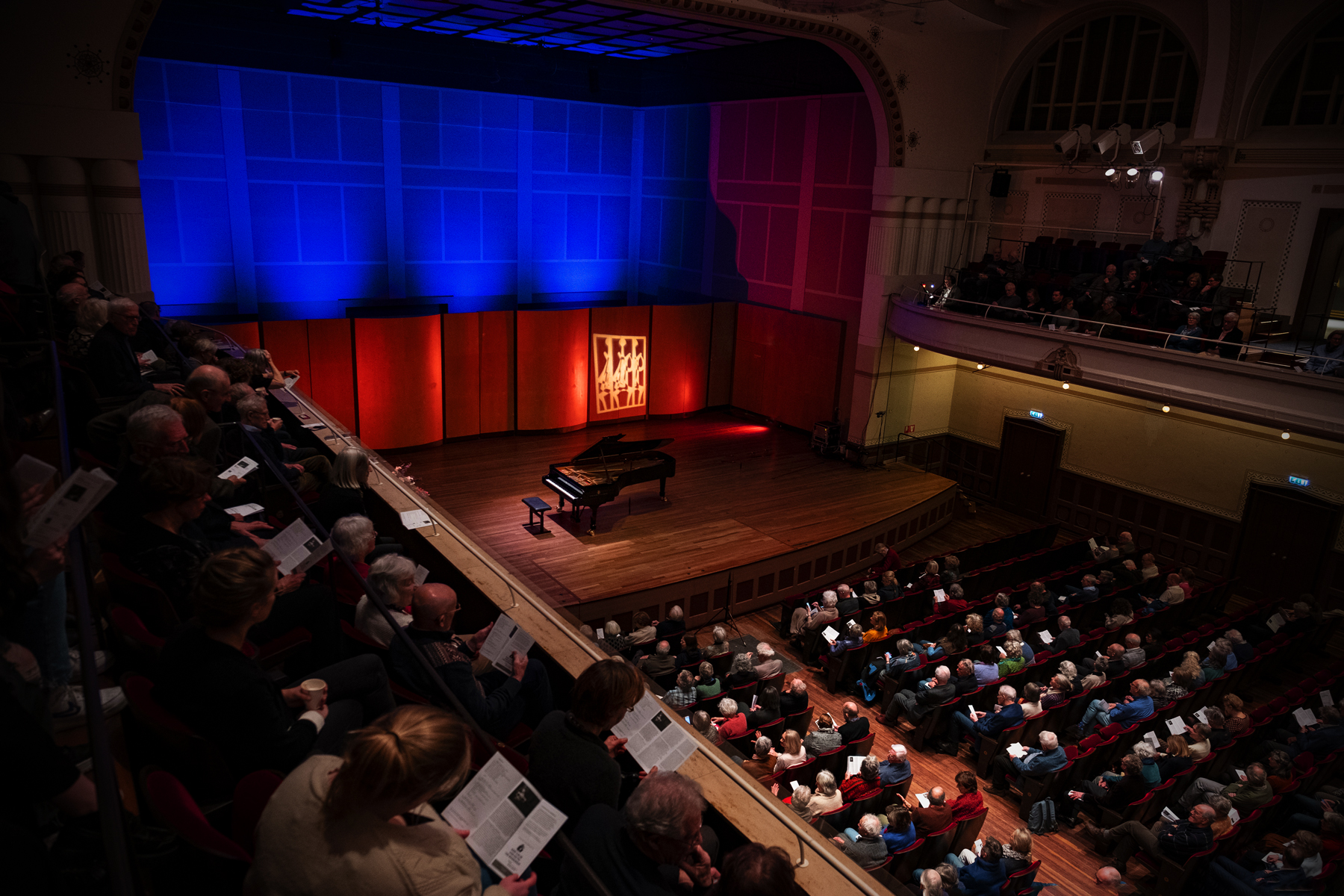
Volle zaal bij een concert van Kamermuziek Nijmegen in De Vereeniging, Nijmegen (feb. 2023)

De Nijmeegse Stichting voor Kamermuziek (NSvK), begonnen tussen 1950 en 1964 als Nijmeegse Vereniging voor Kamermuziek (NVvK), is een stichting die jaarlijks in Concertgebouw De Vereeniging in Nijmegen een kamermuziekserie programmeert. De serie is sinds 2022 bekend als Kamermuziek Nijmegen.
Regelmatig zendt NTR Avondconcert op NPO Klassiek kamermuziekconcerten van de NSvK uit.

## Programmering
Een selectie van musici en ensembles die tussen 1950 en 2022 in deze kamermuziekserie opgetreden hebben: Aafje Heynis, Academy of Ancient Music, Academy of St. Martin in the Fields, Alban Berg Quartet, Alexander Melnikov, Alexandre Tharaud, Alfred Brendel, Alina Ibragimova, Amadeus Quartet, Amati Quartett, American String Quartet, Amsterdams Kamermuziek Gezelschap, Anne Sofie von Otter, Anner Bijlsma, Arcadi Volodos, Artemis Quartett, Aurelia Saxofoon Kwartet, Balsam-Kroll-Heifetz Trio, Barbara Hannigan, Beaux Arts Trio, Benjamin Grosvenor, Bernarda Fink, Bertrand Chamayou, Boris Giltburg, Brodsky Quartet, Busch Trio, Calefax Rietkwintet, Carousel, Cédric Tiberghien, Christian Zacharias, Christoph Prégardien, Combattimento Consort Amsterdam, Daniël Wayenberg, Dansk Strygekvartet, Dezsö Ránki, Early Music Consort of London, Elly Ameling, Emanuel Ax, Emerson String Quartet, Emma Kirkby, Enrico Pace, Ensemble Oxalys, Fauré Quartett, Fine Arts Quartet, Frans Brüggen, Gautier Capuçon, Gidon Kremer, Grigory Sokolov, Gustav Leonhardt, Hagen Quartett, Han de Vries, Heinrich Schiff, Herman Krebbers, Hespérion XX, Hexagon Ensemble, Hongaars Strijkkwartet, Ian Bostridge, Igor Roma, Il Giardino Armonico, Isabelle Faust, Isabelle van Keulen, Ivo Pogorelich, Jaap van Zweden, Jan Smeterlin, Jan Wijn, Janine Jansen, Jard van Nes, Jean-Guihen Queyras, Jean-Yves Thibaudet, Jeremy Denk, Jerusalem Quartet, Joshua Bell, Kit Armstrong, Krystian Zimerman, L’Armonia Sonora, La Petite Bande, Lavinia Meijer, Leif Ove Andsnes, Liza Ferschtman, Lockenhaus on Tour, Lucas en Arthur Jussen, Marc-André Hamelin, Martha Argerich, Matthias Goerne, Merel Vercammen, Mikhail Pletnev, Mikhail Zemtsov, Mischa Maisky, Nederlands Blazersensemble, Nederlands Kamerkoor, Nederlands Kamerorkest, Nelson Freire, New Zealand String Quartet, Nicolas Altstaedt, Nieuw Hongaarsch Strijkkwartet, Nikolai Lugansky, Orkest van de Achttiende Eeuw, Orlando Kwartet, Osiris Trio, Pavel Haas Quartet, Pavel Kolesnikov, Peter Kooij, Pianokwartet Corneille, Pierre Fournier, Pieter Wispelwey, Quatuor Danel, Quatuor Ébène, Quatuor Tchalik, Quirine Viersen, Radu Lupu, Ralph van Raat, Reinbert de Leeuw, Remy van Kesteren, Renaud Capuçon, Ronald Brautigam, Schönberg Ensemble, Severin von Eckardstein, Sol Gabetta, Szymanowski Quartet, The English Concert, The King’s Singers, Tokyo String Quartet, Trio Shaham-Erez-Wallfisch, Trio Wanderer, Van Baerle Trio, Vilde Frang, Yefim Bronfman, Yo Yo Ma, Youri Egorov, Zvi Plessner.

## Voorzitters
- Guillaume Beckers (1949 – 1983)
- Thea Stadlander-Glasz (1983 – 1990)
- Jan van Halewijn (1990 – 1992)
- Ton Moens (1992 – 2000)
- Theo van Els (2000 – 2010)
- Ed d'Hondt (2010 – 2017)
- Henk Beerten (vanaf 2017)

## Uitgaven
- 'Gouden Tonen — Vijftig jaar Kamermuziek in Nijmegen 1950–2000: geschiedenis, programma's, recensies' (door Melchior Bogaarts, 2000)
- 'Wereldpodium Nijmegen – 65 seizoenen Nijmeegse Stichting voor Kamermuziek' (door Remieg Aerts, Ellen von Holtz en Gerard op het Veld, 2015)
- Dubbel-cd 'Staande ovatie – 70 jaar NSvK' (selectie van voor NPO Radio 4 gemaakte live-registraties, 2020)